# Hamburgs zoologiska museum
Zoologisches Museum Hamburg eller Museum der Natur Hamburg – Zoologie är en del av Leibniz-institutet för analys av biologisk mångfaldsförändring (LIB) och är hem för den fjärde största samlingen av djurexemplar i Tyskland. Museet ligger i stadsdelen Rotherbaum i Hamburg.
Museum der Natur Hamburg uppstod ur Naturhistoriska museet, som grundades 1843 och vars byggnad förstördes under andra världskriget. Utställningarna inkluderar också valrossen Antje, den före detta NDR-maskoten.

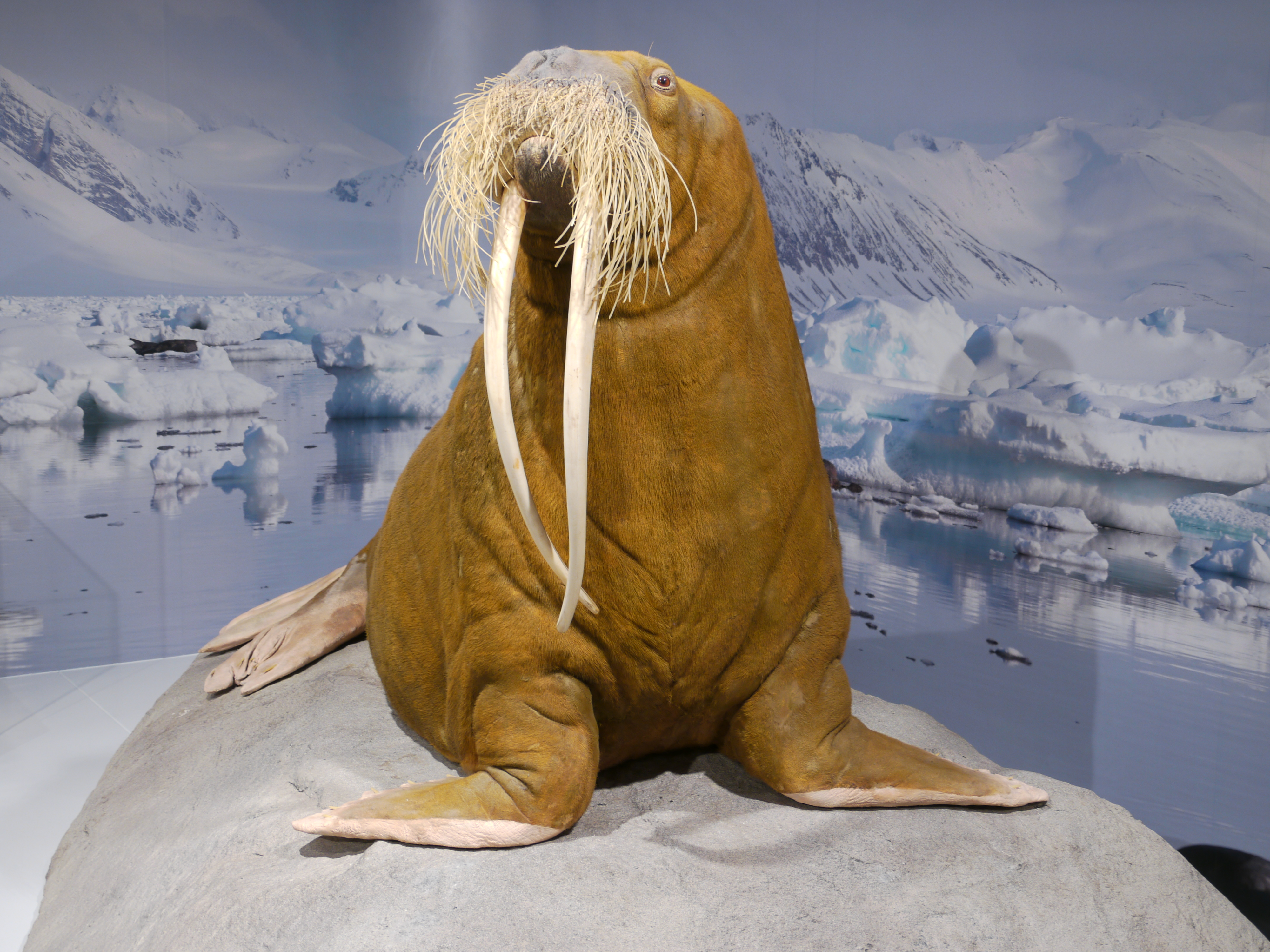
Valrossen Antje
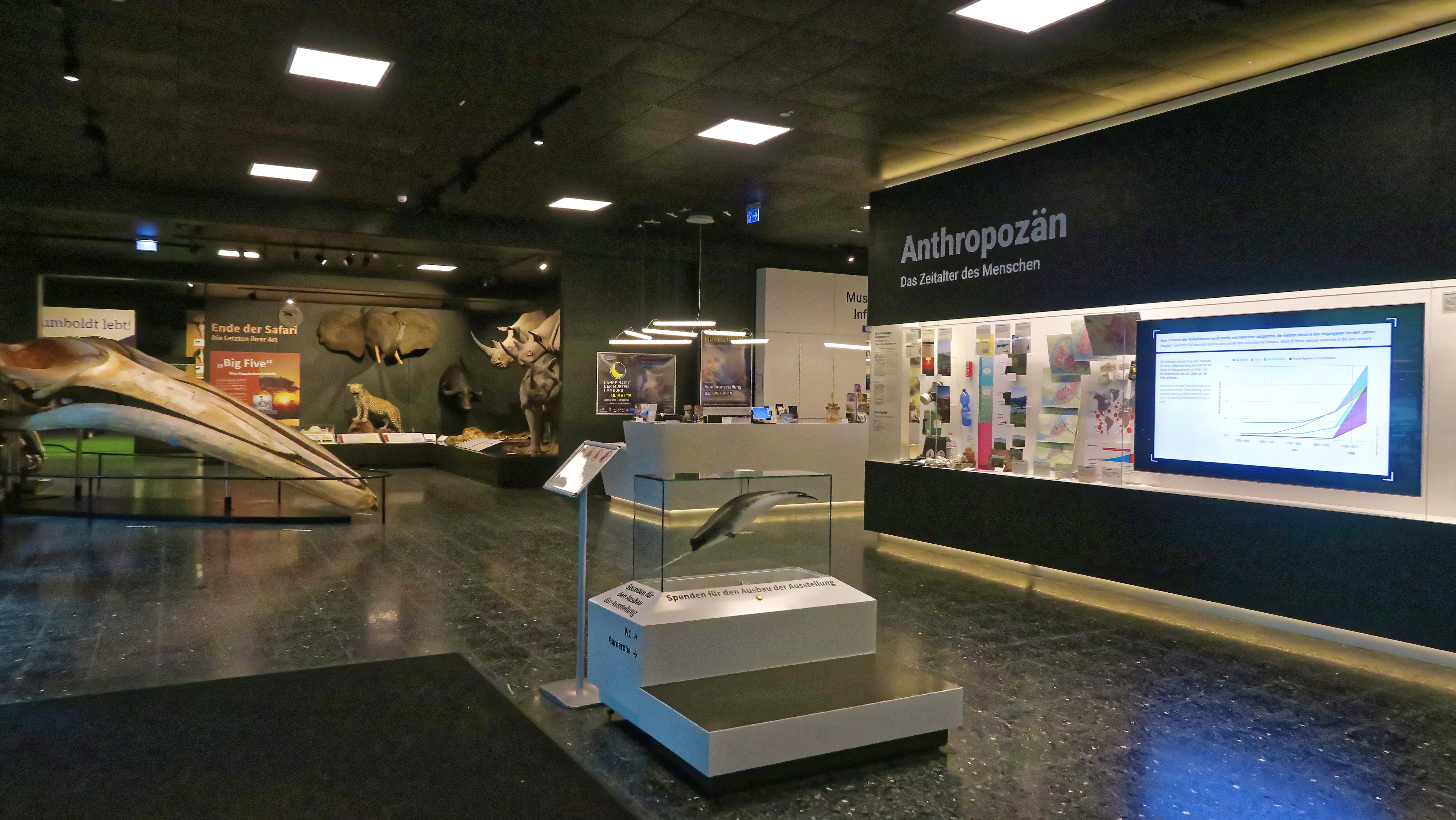
Utställningsrum
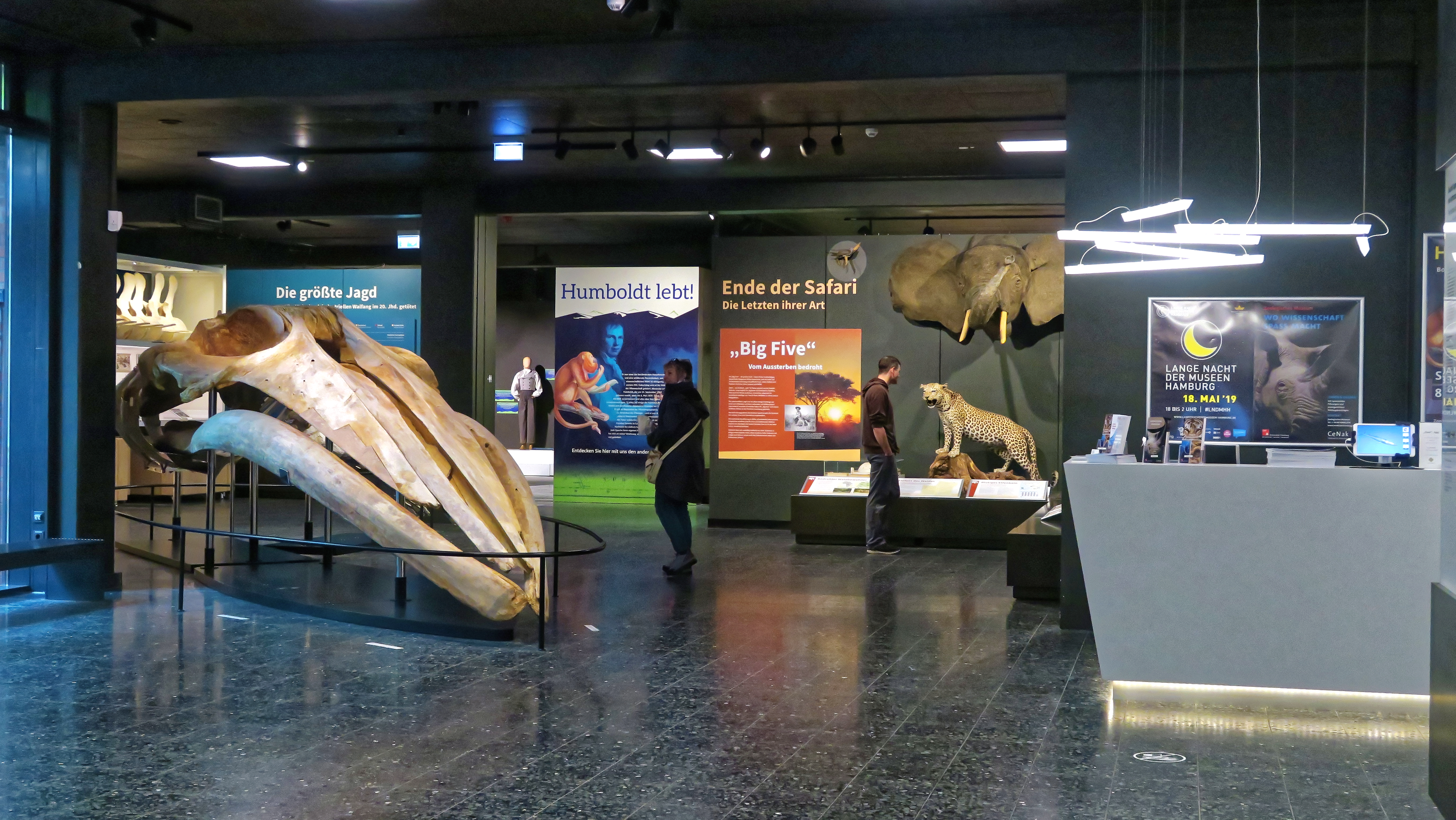
Utställningsrum